# Sanja Mandić
Sanja Mandić (in serbo Сања Мандић?; Belgrado, 14 marzo 1995) è una cestista serba.

## Carriera
Con la Serbia ha disputato i Campionati mondiali del 2014 e i Campionati europei del 2017.